# Zabel-Jesajan-Denkmal

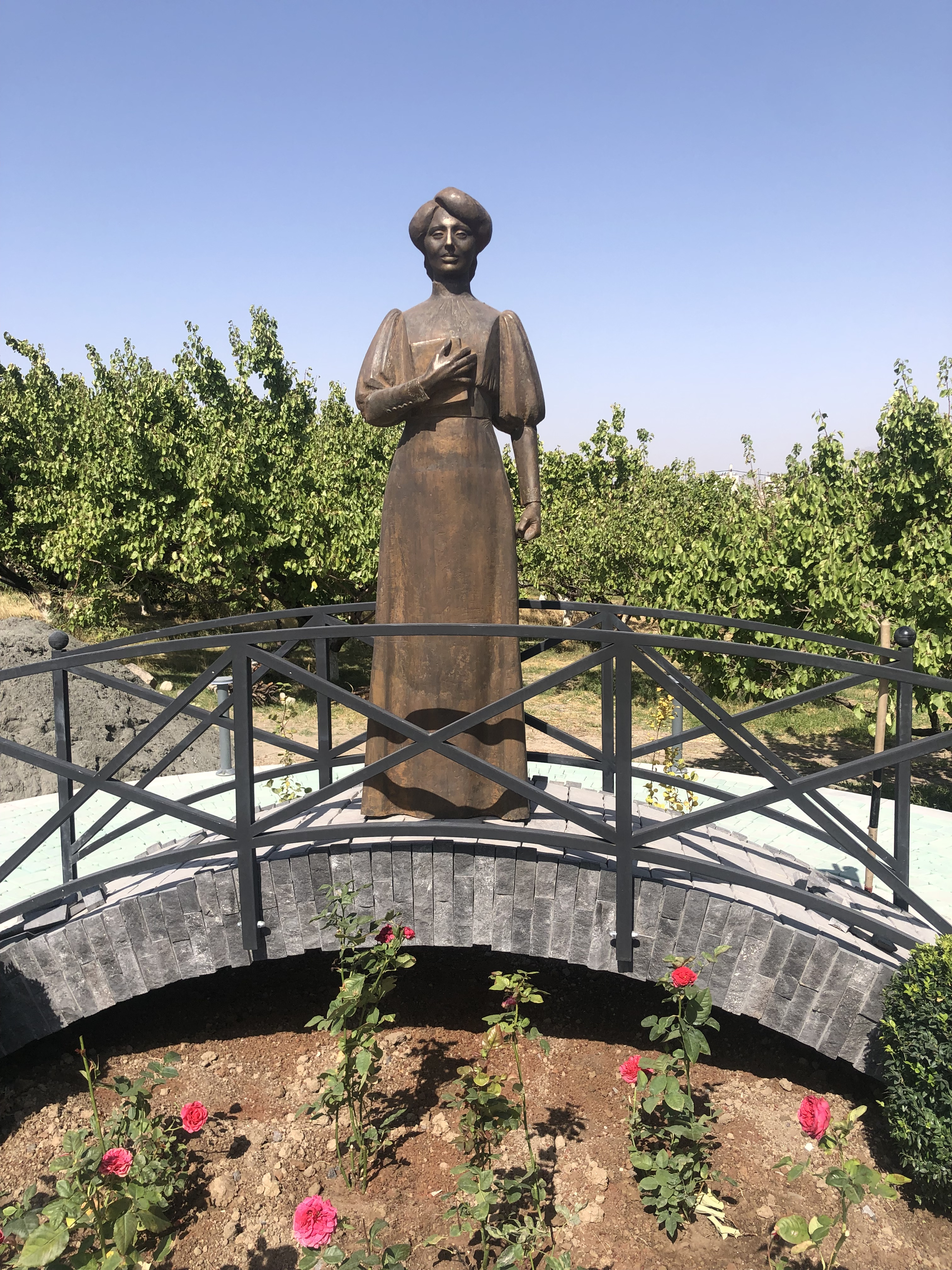
Denkmal der Zabel Jesajan

Die Statue der Zabel Jesajan (armenisch: Զաբել Եսայանի հուշարձան) ist ein lebensgroßes Denkmal, das der armenischen Autorin und Literaturkritikerin Zabel Jesajan gewidmet ist. Sie befindet sich im Dorf Proschjan, Kotajk in Armenien. Angefertigt wurde es von der Bildhauerin Nune Tumanyan.

## Geschichte
Das Projekt wurde von der gemeinnützigen Online-Galerie Armenian Artists Project auf Initiative und unter Schirmherrschaft der in Boston lebenden Diaspora-Armenier, der Philanthropen Victor Zarougian und Judy Saryan initiiert. Im Jahr 2021 gaben sie ein außergewöhnliches Denkmal für die armenische Schriftstellerin, Rednerin und Politikerin Zabel Jesajan in Auftrag.
Die Enthüllung erfolgte am 9. Oktober 2022 im Park des Zabel-Jesajan-Agribusiness-Center. Dabei würdigte Judy Saryan wichtige Episoden aus Jesajans Biografie und hob ihren Beitrag zum Schutz der Rechte des armenischen Volkes, insbesondere der armenischen Frauen hervor. Dabei trat das Vokalensemble Nairyan auf, dessen Leiterin Naira Mugdusyan der Tochter Zabel Jesajans einen Brief überreichte.

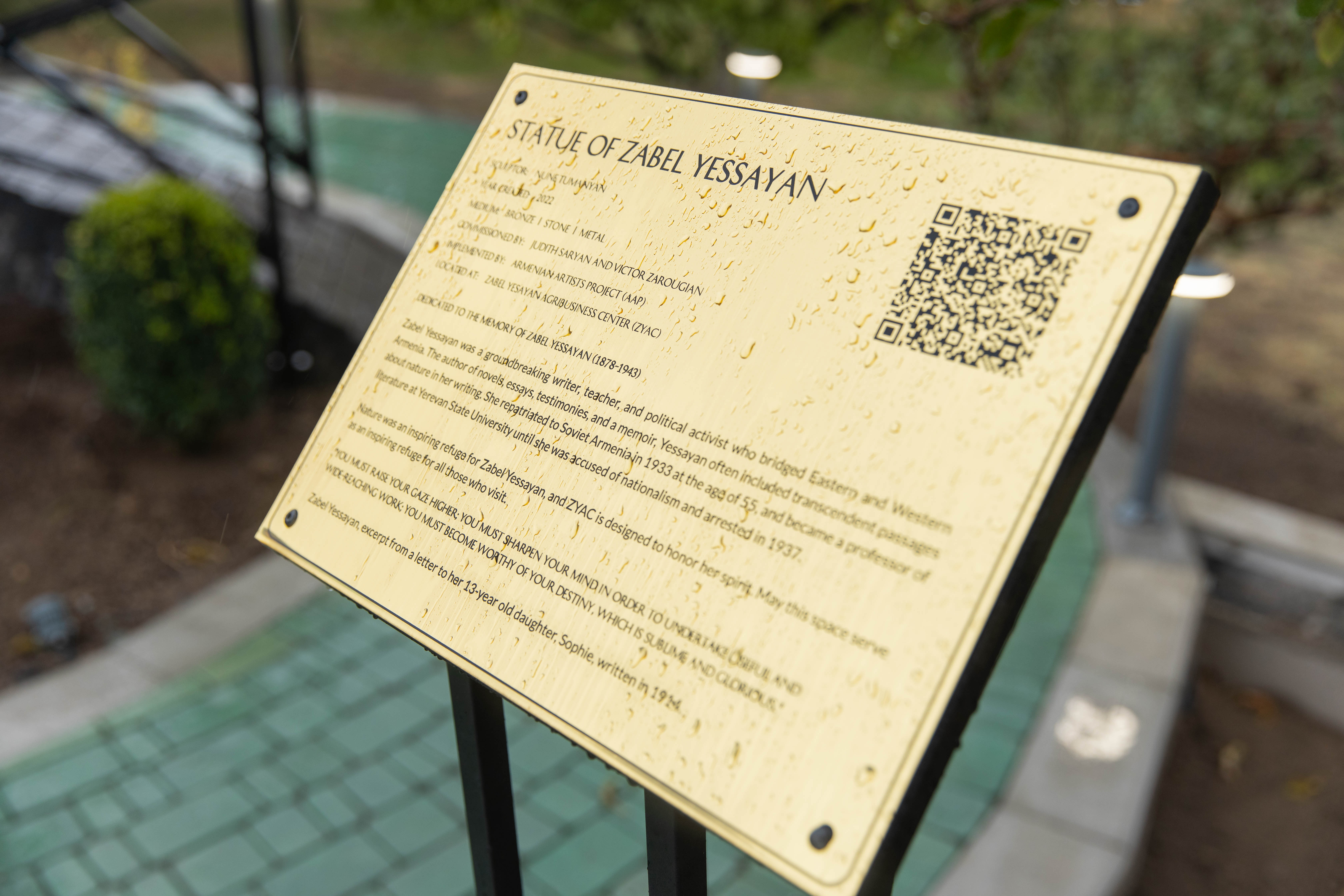
Erläuterungstafel

## Beschreibung
Die Skulptur auf der Brücke hält in ihrer rechten Hand ein Buch, das ihren Intellekt und ihre Liebe zur Literatur symbolisieren soll. Die zur Faust geballte linke Hand soll den Kampfgeist und trotzigen Charakter widerspiegeln. Der Brückensockel der Statue symbolisiert West- und Ostarmenien, auf denen das Bild von Jesajan als verbindendes Glied steht.
Die Statue besteht aus Bronze und ist 1,80 Meter hoch. Die Höhe zusammen mit der Brücke beträgt 2,50 Meter.